# Zhuang Xiaoyan
Zhuang Xiaoyan (kinesiska: 荘暁岩), född 4 maj 1969 i Shenyang, Liaoning, Kina, är en kinesisk judoka som vann damernas tungvikt (+72 kg) i OS 1992 och som numera är judotränare. Hennes medalj var Kinas första olympiska guldmedalj i judo. I tidig ålder tränade hon kulstötning, spjutkastning och diskuskastning, men började träna judo vid fjorton års ålder. Ett år senare, 1984, valdes hon in i Liaonings provinsiella judolag. 1986 valdes hon in i Kinas landslag i judo. Samma år kom hon på andra plats i den nationella judotävlingen. Framgångarna följde både nationellt och internationellt med bl.a. vinster i de asiatiska spelen i Peking 1990 och i VM i Barcelona 1991.